# Adriana Varela
Adriana Varela (née à Avellaneda, le 9 mai 1952) est une chanteuse  de tango argentin.

## Carrière
Elle participe à de nombreux festival tout au long de sa carrière, comme à celui de "La mar de músicas" à Carthagène, le festival de Porto Alegre ou celui de GREC de Barcelone. Elle participe à plusieurs films comme "Al corazón" de Mario Sábato en 1995, et à  Plata quemada de Marcelo Piñeyro en 2000. On remarque ses chansons dans le film de Carlos Saura "Tango" en  (1998) ou encore dans "Los malditos caminos" (2002) de Luis Barone. Elle contribue au disque en hommage au chanteur espagnol  Joaquín Sabina "Entre todas las mujeres".
Chanteuse avec un phrasé particulier, Adriana Varela représente aussi la dernière génération des chanteuses au registre de voix grave, particulier à Roberto Goyeneche, considéré comme son parrain artistique.

## Discographie
- Tangos (1991)
- Maquillaje (1993)
- Corazones perversos (1994)
- Tangos de lengue. Varela canta a Cadícamo (1995)
- Tango en vivo (1997)
- Cuando el río suena (1999)